# 桑托湖

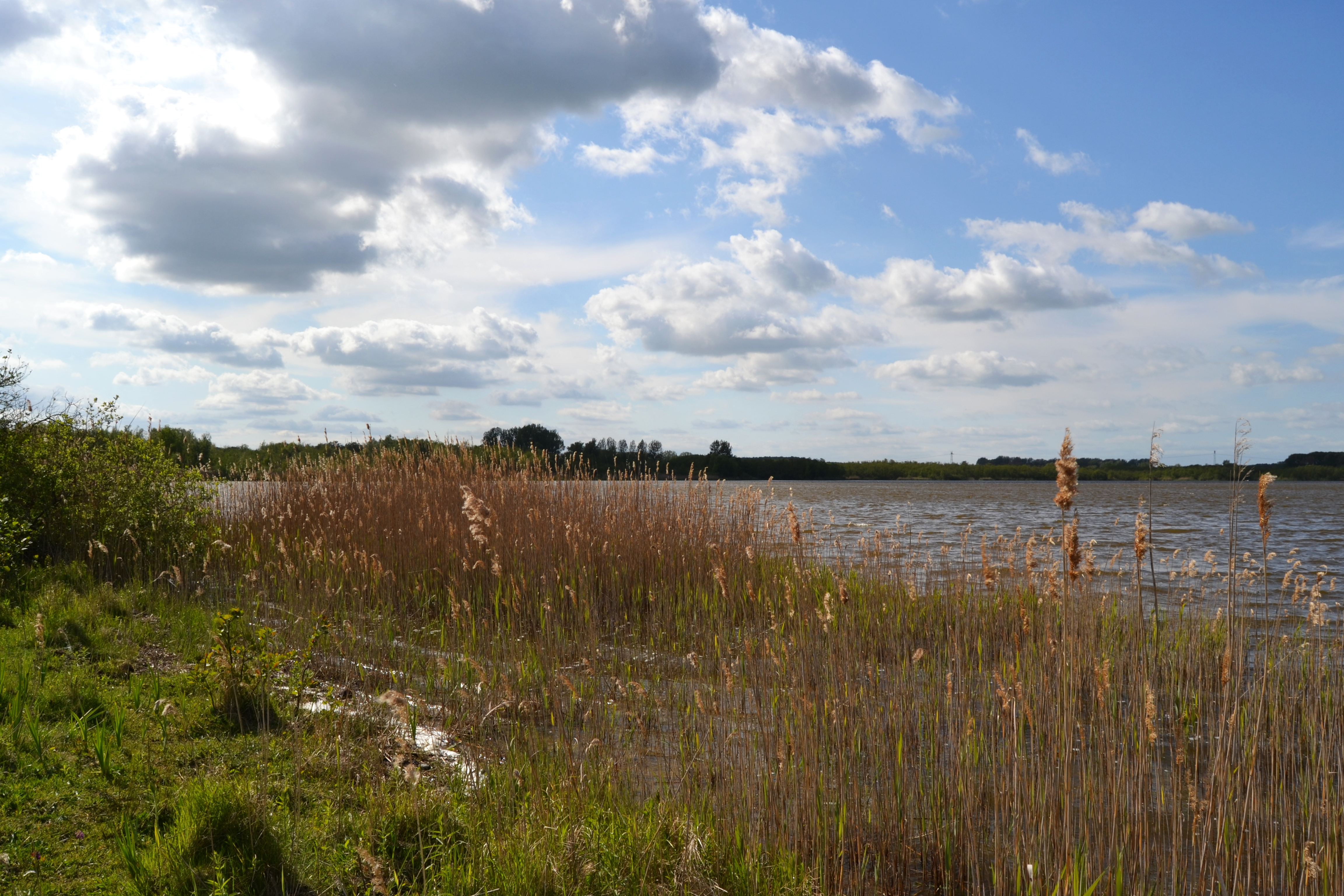

53°52′55″N 11°12′04″E / 53.882°N 11.201°E
桑托湖（德語：Santower See），是德國的湖泊，位於該國東北部梅克倫堡-前波美拉尼亞州，由西北梅克倫堡縣負責管轄，面積1平方公里，海拔高度36米，平均水深1米，最大水深3.5米。